# Aartsbisdom Campinas
Het aartsbisdom Campinas (Latijn: Archidioecesis Campinensis, Portugees: Arquidiocese de Campinas) is een rooms-katholiek aartsbisdom in Brazilië met zetel in Campinas. Het omvat de volgende suffragane bisdommen:
- Amparo
- Bragança Paulista
- Limeira
- Piracicaba
- São Carlos

Het bisdom Campinas werd in 1908 opgericht als afsplitsing van het bisdom São Paulo. Het verloor in 1925 gebied aan het nieuw opgerichte bisdom Bragança Paulista en in 1944 aan Piracicaba. In 1958 werd het bisdom Campinas verheven tot aartsbisdom en verloor nadien gebied aan het bisdom Jundiaí, in 1976 aan Limeira en in 1997 aan Amparo.
Het (aarts)bisdom telt 2,3 miljoen inwoners, waarvan 71,2% rooms-katholiek is (cijfers 2019), verspreid over 102 parochies.
Campinas (aartsbisdom) · Amparo · Bragança Paulista · Limeira · Piracicaba · São Carlos